# Clifford Darling
Clifford Darling (ur. 6 lutego 1922 na wyspie Acklins, zm. 27 grudnia 2011 w Nassau) – bahamski polityk, w latach 1992-1994 gubernator generalny Bahamów.
Przed przyjściem do polityki Darling pracował jako taksówkarz i rozpoczynał swoją działalność publiczną od aktywności w związku zawodowym osób tej profesji. Doszedł tam do stanowiska przewodniczącego na szczeblu ogólnokrajowym. W latach 1964–1967 zasiadał w Senacie, po czym przeniósł się do Izby Zgromadzenia, której od 1967 do 1969 był wiceprzewodniczącym. W roku 1969 został na krótko ministrem bez teki. Jego kolejne epizody rządowe miały miejsce w resorcie pracy i ubezpieczeń społecznych: najpierw w roku 1971, a później jeszcze od 1974 do 1977. W 1977 stanął na czele Izby Zgromadzenia i przewodził jej przez 15 lat. Po opuszczeniu urzędu gubernatora generalnego w 1994, przeszedł na emeryturę.